# 2015年6月日本

## 6月1日
- 日本警方針對寺院迭遭潑油事件，以涉嫌損毀建造物之嫌疑對一名居住在美國的擁有日本國籍男子提出逮捕令。因這名男子所創立的新興宗教，早在2013年夏天起就向信徒傳播對古城、寺廟、神社等古建築潑油以祛除晦氣的思想[1][2][3]。